# ボックストロール
ボックストロール（The Boxtrolls）は、2014年のアメリカのストップモーション・アニメーション映画。

## 概要
アラン・スノウの「Here Be Monsters」という小説を元に制作された、「ボックストロール」と呼ばれるモンスターたちと、ボックストロールに育てられた少年の冒険を描くアニメーション映画。第87回アカデミー賞の長編アニメ映画賞とゴールデングローブ賞アニメ映画賞にノミネートされ、アニー賞では9部門にノミネートされ声優賞と美術賞を受賞した。
日本では、アメリカでの公開から4年後に、東京都写真美術館ホールにて、｢スタジオライカ特別上映｣として、「KUBO／クボ　二本の弦の秘密」「コララインとボタンの魔女」と併せて特別上映された。

## あらすじ
チーズブリッジの町には、夜な夜な地下から現れては、子供を襲って食べると言われている、ボックストロールという名のモンスターたちがいた。その存在を恐れるリンド卿は、害虫駆除業者のスナッチャーに彼らの退治を依頼した。
しかし実際は、夜の町でゴミをあさって、発明に明け暮れる毎日を送る平和なモンスターだった。彼らは次々捕らえられてゆき、地下で彼らと暮らしていた人間のエッグスは、自分を育ててくれたトロールのフィッシュが捕まったと聞き、彼らの救出のために初めて地上に上がったのだった。

## キャスト
※括弧内は日本語吹替キャスト
- エッグス：アイザック・ヘンプステッド=ライト（佐藤美由希）
- ウィンフレッド・"ウィニー"・ポートリーリンド：エル・ファニング（白石涼子）
- アーチボルト・スナッチャー：ベン・キングズレー（岩崎ひろし）
- フィッシュ：ディー・ブラッドリー・ベイカー（多田野曜平）
- チャールズ・ポートリー・リンド卿：ジャレッド・ハリス（中博史）
- シンシア・ポートリー・リンド：トニ・コレット（よのひかり）
- ハーバート・トラブショー：サイモン・ペグ （横島亘）
- Mr.ピクルス：リチャード・アイオアティ（上田燿司）
- Mr.トラウト：ニック・フロスト（茶風林）
- Mr.グリッスル：トレイシー・モーガン（白熊寛嗣）
- ラングスデイル卿：モーリス・ラマーシュ（浦山迅）
- ブロデリック卿：ジェームズ・アーバニアク（後藤哲夫）
- ブーランジェ卿：ブライアン・ジョージ（多田野曜平）

## 制作

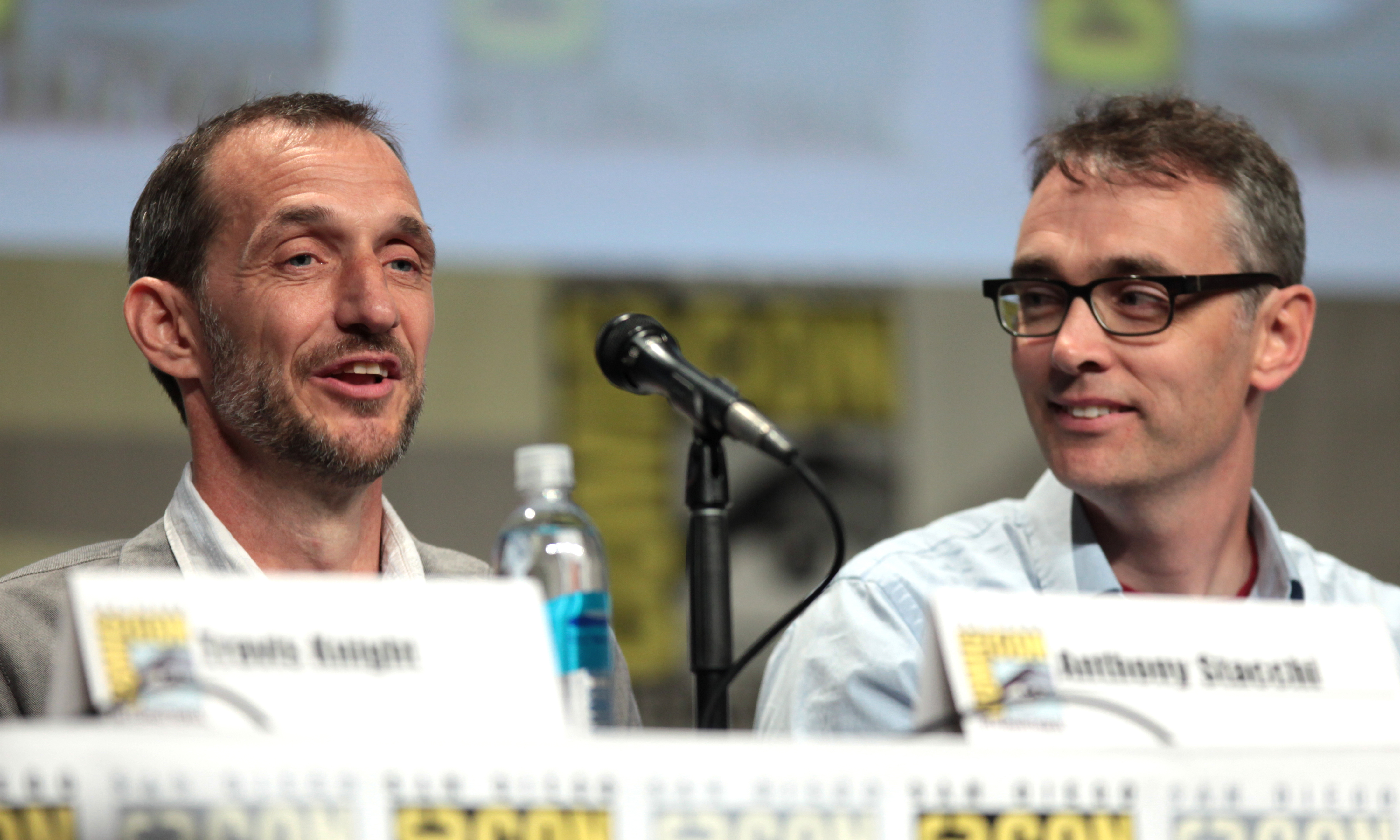
監督のアンソニー・スタッキとグレアム・アナブルが2014年のサンディエゴ・コミコンで映画を宣伝している。

2008年6月、ライカは開発中のプロジェクトを発表し、その中には、アラン・スノウの小説「Here Be Monsters！」のアニメーション化された長編映画も存在した。
ライカは2013年2月7日、「The Boxtrolls」というタイトルの3Dストップモーションアニメを発表した。 ライカのCEOであるトラヴィス・ナイトは、「550ページの小説を90分の映画に凝縮することが最大の課題である」と指摘した。

## 興行収入
米国とカナダでは、3,464の劇場で開幕週末に1720万ドルを稼ぎ、「イコライザー」と「メイズ・ランナー」に次いで3位の結果となった。この結果は、ライカの作品の中で2番目の記録である。